# Filippo di Castiglia
Filippo di Castiglia (1231 – fine 1274/inizio 1275) è stato un principe e arcivescovo spagnolo del Regno di Castiglia, Arcivescovo di Siviglia e poi signore di Corneja, di Piedrahíta e di Purchena.

## Origine
Filippo, come riportano sia il Diccionario biográfico español, Real Academia de la Historia, che il Nobiliario del Conde de Barcelos Don Pedro, era il figlio maschio quintogenito del re di Castiglia, Ferdinando III e della sua prima moglie Beatrice di Svevia, che, come riportano sia gli Annales Marbacenses era figlia del duca di Svevia e re di Germania, Filippo di Svevia (1179-1208, e di Irene Angelo (1181-1208), che secondo il Nicetae Choniatae Historia era figlia dell'imperatore di Costantinopoli, Isacco II Angelo e della prima moglie, Irene Tornikaina (ex priore coniuge libera susceptis, filiabus duabus et uno filio.... alteram" married "Siciliam regis Tangris filio), forse della famiglia dei Paleologi).

Ferdinando III, secondo la cronaca di Alberico delle Tre Fontane, era figlio del re di León Alfonso IX, e della seconda moglie, Berenguela I o Berengaria I, che fu Regina di Castiglia (Berengaria qui regi Legionensi id est regi Galicie peperita Fernandum successorem regis parvi in Castella et Toledo), che, ancora secondo la cronaca di Alberico delle Tre Fontane, era la figlia primogenita del re di Castiglia, Alfonso VIII e di Eleonora Plantageneta.

Blasone della Corona di Castiglia

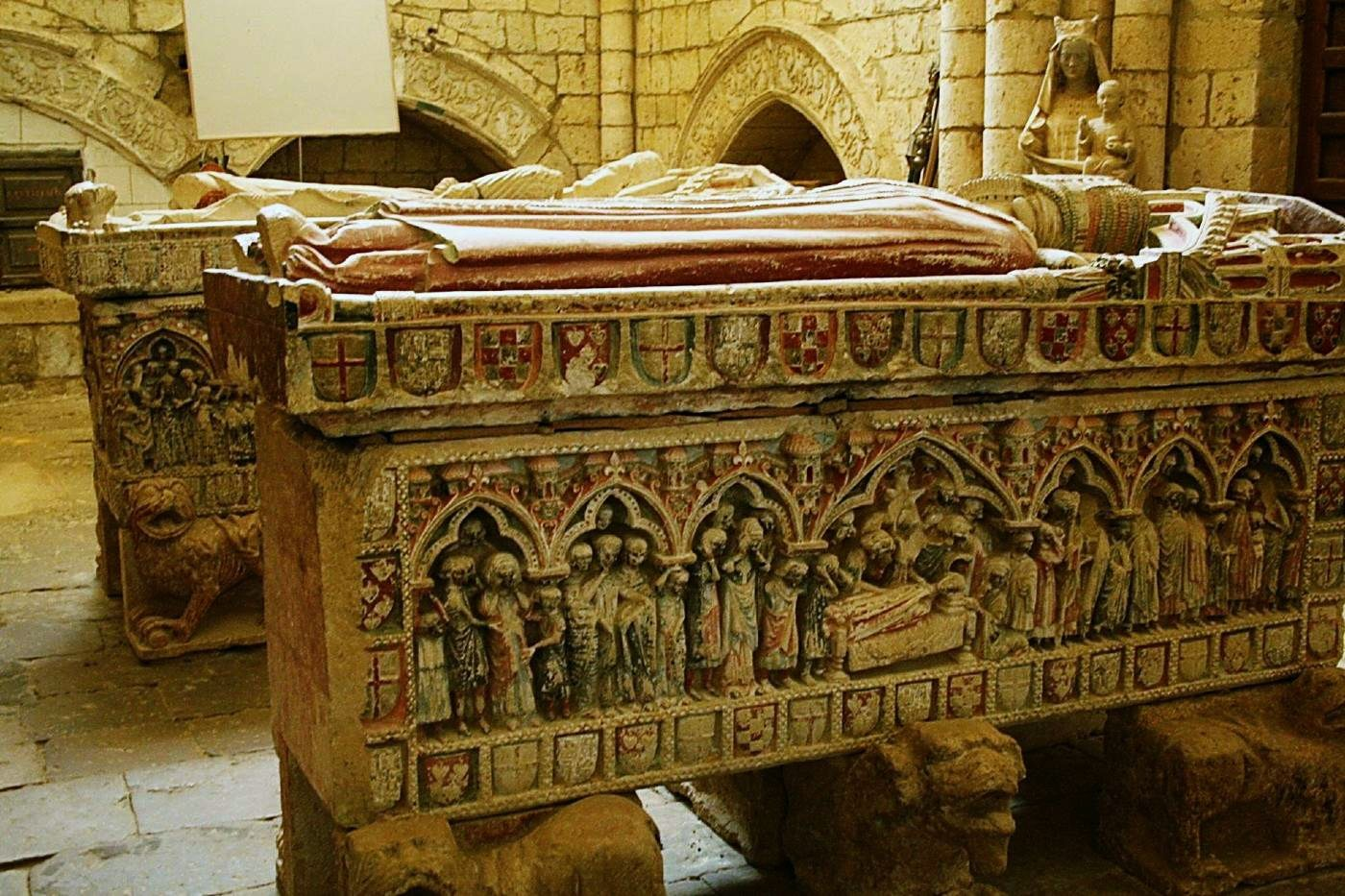
Tomba di Filippo di Castiglia

## Biografia
Nel 1235, suo padre, Ferdinando III rimase vedovo e il 20 novembre 1237 sposò, a Burgos, come riporta la cronaca di Alberico delle Tre Fontane, l'erede delle contee di Aumale e di Ponthieu Giovanna di Dammartin (comes de Pontivo Symon...unam duxit rex Castelle de Hispanie Fernandus)(1220-16 marzo 1279), figlia di Simone de Dammartin, conte d'Aumâle e di Maria, contessa di Ponthieu, come riporta il Roderici Toletani Archiepiscopi De Rebus Hispaniæ (Mariam…mater Joannæ Reginæ Castellæ et Legionis).
Assieme al fratello, Sancho Filippo fu avviato dal padre alla carriera ecclesiastica e la sua formazione venne affidata all'Arcivescovo di Toledo, Rodrigo Jiménez de Rada.
Divenne Abate di Castrojeriz e di Valladolid nel 1243, fu proposto come vescovo di Osma nel 1245, ma papa Innocenzo IV si oppose, per la sua giovane età.
Si recò poi all'Università di Parigi per completare gli studi e conobbe Sant'Alberto Magno, che studiò e insegnò a Parigi, nella quarta decade del tredicesimo secolo.
Il documento n° XLII dei DOCUMENTOS DE LA Iglesia Colegial de Santa María la Mayor (hoy Metropolitana) DE VALLADOLID, Siglo XIII conferma che era abate a Valladolid (ego Philippus Abbas Vallisoleti, Illustris Regis Castelle filius).
Nel 1248, dopo che Siviglia era stata riconquistata e annessa alla Corona di Castiglia, essendo la sede dell'arcivescovado vacante, suo padre Ferdinando III propose a papa Innocenzo IV di nominare Filippo arcivescovo, ma per la giovane età fu nominato Amministratore dell'Arcidiocesi di Siviglia e, poco prima della morte di suo padre, Ferdinando III, venne eletto arcivescovo di Siviglia nel 1252 per nomina del papa Innocenzo IV.
Suo padre, Ferdinando III morì il 30 maggio del 1252, e gli succedette il figlio primogenito Alfonso, come Alfonso X detto il Saggio.
Il documento n° XLVI dei DOCUMENTOS DE LA Iglesia Colegial de Santa María la Mayor (hoy Metropolitana) DE VALLADOLID, Siglo XIII conferma che era abate e arcivescovo (nos Infans Phylippus Illustris Regís Fernandi filius, et Hyspalensis Ecclesie electus et Abbas Vallisoleti).
Siccome Filippo non gradiva la vita da ecclesiastico, nel 1258, da suo fratello, il re di Castiglia, Alfonso X ebbe il permesso di abbandonare la vita ecclesiastica e prendere moglie.

Secondo gli Íslenzkir annálar; sive Annales islandici, ab anno Christi 803 ad annum 1430, la principessa Cristina di Norvegia, figlia del re Haakon IV di Norvegia era stata inviata nella penisola iberica (virgo Christina Haqvini regis filia locanda in Hispania missa), per contrarre matrimonio. Era una scelta dovuta al fatto che Alfonso X era stato nominato imperatore, e Cristina, tra Federico e Filippo scelse quest'ultimo, ancora arcivescovo.
Il matrimonio venne celebrato nell'aprile 1258 a Valladolid e viene riportato dal Chronicon de Cardeña (la Infant fija del Rey de Noruega è tombola por muger D. Felipe hermano del Rey era electo de Sevilla è dejò el Arzobispado) e durò circa quattro anni fino alla morte di Cristina avvenuta nel 1262, come riportano gli Íslenzkir annálar; sive Annales islandici, ab anno Christi 803 ad annum 1430 (Obiit in Hispaniam Christina Haqvini regis filia).
Un paio di anni dopo, secondo la Foundation for Medieval Genealogy sposò, in seconde nozze, Ines Rodríguez Girón, figlia di Rodrigo González Girón e morta, dopo circa un anno.
Dopo il 1265, Filippo, si sposò, per la terza volta, con Leonora Rodríguez de Castro, figlia di Rodrigo Ponce de Castro. 

Il 22 maggio 1269 il matrimonio viene confermato dal documento n° 46510 della Colección Salazar y Castro, in cui sono citati come marito e moglie (El infante don Felipe hijo del rey San Fernando, su mujer doña Leonor Ruiz de Castro).
Alleato alla famiglia Castro, Filippo prese parte alla congiura ordita dai nobili aragonesi contro suo fratello il re Alfonso X. Una volta scoperto il progetto di ucciderlo però Alfonso si mostrò magnanimo cercando un dialogo con i ribelli; infatti dopo essere stato in esilio a Granada, nel 1273 fece ritorno in Castiglia. 
Filippo morì poco dopo, tra la fine del 1274 e l'inizio del 1275, in quanto non viene citato nel testamento della moglie datato al 27 aprile 1275.

## Discendenza
Filippo ebbe un figlio figlio legittimo, da Leonora Rodríguez de Castro:
- Filippo morto giovane.

Filippo ebbe anche tre figli illegittimi da alcune amanti rimaste senza nome:
- Fernando (?-morto dopo 1284);
- Alfonso (1263-1284);
- Beatrice (prima del 1273-?).

## Ascendenza
|                             |                     |                            | Genitori                 |  |  | Nonni |  |  | Bisnonni              |  |  | Trisnonni                |  |
|                             |                     |                            |                          |  |  |       |  |  | Ferdinando II di León |  |  | Alfonso VII di Castiglia |  |
|                             |                     |                            |                          |  |  |       |  |  | Ferdinando II di León |  |  | Alfonso VII di Castiglia |  |
|                             |                     | Berenguela di Barcellona   |                          |  |  |       |  |  | Ferdinando II di León |  |  |                          |  |
| Alfonso IX di León          |                     |                            |                          |  |  |       |  |  | Ferdinando II di León |  |  |                          |  |
|                             |                     | Urraca del Portogallo      | Alfonso I del Portogallo |  |  |       |  |  |                       |  |  |                          |  |
|                             |                     | Urraca del Portogallo      | Alfonso I del Portogallo |  |  |       |  |  |                       |  |  |                          |  |
|                             |                     | Urraca del Portogallo      | Mafalda di Savoia        |  |  |       |  |  |                       |  |  |                          |  |
| Ferdinando III di Castiglia |                     | Urraca del Portogallo      |                          |  |  |       |  |  |                       |  |  |                          |  |
|                             |                     | Alfonso VIII di Castiglia  | Sancho III di Castiglia  |  |  |       |  |  |                       |  |  |                          |  |
|                             |                     | Alfonso VIII di Castiglia  | Sancho III di Castiglia  |  |  |       |  |  |                       |  |  |                          |  |
|                             |                     | Alfonso VIII di Castiglia  | Bianca Garcés di Navarra |  |  |       |  |  |                       |  |  |                          |  |
| Berenguela di Castiglia     |                     | Alfonso VIII di Castiglia  |                          |  |  |       |  |  |                       |  |  |                          |  |
|                             |                     | Eleonora d'Inghilterra     | Enrico II d'Inghilterra  |  |  |       |  |  |                       |  |  |                          |  |
|                             |                     | Eleonora d'Inghilterra     | Enrico II d'Inghilterra  |  |  |       |  |  |                       |  |  |                          |  |
|                             |                     | Eleonora d'Inghilterra     | Eleonora d'Aquitania     |  |  |       |  |  |                       |  |  |                          |  |
| Filippo di Castiglia        |                     | Eleonora d'Inghilterra     |                          |  |  |       |  |  |                       |  |  |                          |  |
|                             | Federico Barbarossa | Federico II duca di Svevia |                          |  |  |       |  |  |                       |  |  |                          |  |
|                             | Federico Barbarossa | Federico II duca di Svevia |                          |  |  |       |  |  |                       |  |  |                          |  |
|                             | Federico Barbarossa | Giuditta di Baviera        |                          |  |  |       |  |  |                       |  |  |                          |  |
| Filippo di Svevia           | Federico Barbarossa |                            |                          |  |  |       |  |  |                       |  |  |                          |  |
|                             |                     | Beatrice di Borgogna       | Rinaldo III di Borgogna  |  |  |       |  |  |                       |  |  |                          |  |
|                             |                     | Beatrice di Borgogna       | Rinaldo III di Borgogna  |  |  |       |  |  |                       |  |  |                          |  |
|                             |                     | Beatrice di Borgogna       | Agatha di Lorena         |  |  |       |  |  |                       |  |  |                          |  |
| Beatrice di Svevia          |                     | Beatrice di Borgogna       |                          |  |  |       |  |  |                       |  |  |                          |  |
|                             |                     | Isacco II Angelo           | Andronico Angelo         |  |  |       |  |  |                       |  |  |                          |  |
|                             |                     | Isacco II Angelo           | Andronico Angelo         |  |  |       |  |  |                       |  |  |                          |  |
|                             |                     | Isacco II Angelo           | Eufrosine Castamofissa   |  |  |       |  |  |                       |  |  |                          |  |
| Irene Angelo                |                     | Isacco II Angelo           |                          |  |  |       |  |  |                       |  |  |                          |  |
|                             |                     | Irene                      | …                        |  |  |       |  |  |                       |  |  |                          |  |
|                             |                     | Irene                      | …                        |  |  |       |  |  |                       |  |  |                          |  |
|                             |                     | Irene                      | …                        |  |  |       |  |  |                       |  |  |                          |  |
|                             |                     | Irene                      |                          |  |  |       |  |  |                       |  |  |                          |  |

### Fonti primarie
- (LA)  Monumenta Germaniae Historica, Scriptores, tomus XVII.
- (LA)  Monumenta Germaniae Historica, Scriptores, tomus XXIII.
- (LA)  Recueil des historiens des Gaules et de la France. Tome 12.
- (LA)  #ES Nicetae Choniatae Historia.
- (LA)  #ES DOCUMENTOS DE LA Iglesia Colegial de Santa María la Mayor (hoy Metropolitana) DE VALLADOLID, Siglo XIII.
- (LA)  #ES España sagrada, Volume 23
- (LA)  #ES Íslenzkir annálar; sive Annales islandici, ab anno Christi 803 ad annum 1430

### Letteratura storiografica
- Rafael Altamira, "La Spagna (1031-1248)", in Storia del mondo medievale, vol. V, 1999, pp. 865–896
- (ES) #ES Colección Salazar y Castro.
- (PT)  #ES Nobiliario del Conde de Barcelos Don Pedro, Hijo del Rey Don Dionisio, Reyes de Portugal